# Perverbe
Un perverbe est un proverbe perverti, constitué par l'association du début d'un premier proverbe source et de la fin d'un deuxième. Au Québec, on les qualifie quelquefois de perronismes, en l'honneur de Jean Perron, un commentateur de hockey qui avait cette habitude très fréquente.
Par exemple : « Qui vole un œuf, craint l'eau froide » ou encore « Chat manger  vole un bœuf ».